# Jason Day (acteur)
Jason Day (Lima, 8 juli 1986) is een Peruviaans acteur.

## Biografie
De vader van Day is van Britse komaf. Hij begon zijn acteercarrière in 2005 met een hoofdrol in de film Mañana te cuento. Sindsdien speelde hij meerdere rollen voor TV en in films. In 2017 had hij een grote rol in Venganza, de Colombiaanse remake van Revenge. In 2019 kreeg hij een hoofdrol in de Netflix-serie Jugar con fuego. 